# Niedersoultzbach
Niedersoultzbach es una localidad y comuna francesa, situada en el departamento de Bajo Rin en la región de Alsacia.

## Demografía
| 195 | 209 | 209 | 215 | 253 | 272 | 254 | 246 | 288 |
| Para los censos de 1962 a 1999 la población legal corresponde a la población sin duplicidades (Fuente: INSEE [Consultar]) |     |     |     |     |     |     |     |     |